# Lokaut w Dublinie
Lokaut w Dublinie (ang. Dublin Lockout) – jeden z najważniejszych i najbardziej gwałtownych konfliktów pracowniczych w historii Irlandii. Trwał od 26 sierpnia 1913 do 18 stycznia 1914 i dotyczył przede wszystkim prawa pracowników do zrzeszania się w związku zawodowym Irish Transport and General Workers’ Union (ITGWU). Spór objął około 20 000 pracowników i dotknął blisko 80 000 ich bliskich.

## Tło społeczne i gospodarcze
Na początku XX wieku Dublin był jednym z najuboższych miast Europy. Większość klasy pracującej zamieszkiwała przeludnione, zrujnowane kamienice. W 1911 jedna trzecia rodzin żyła w jednopokojowych mieszkaniach, a wskaźnik śmiertelności dzieci należał do najwyższych w Europie. Średnie zarobki w Dublinie były o połowę niższe niż w Londynie, a bezrobocie utrzymywało się na wysokim poziomie.
Ruch związkowy był słabo rozwinięty – dominowały w nim brytyjskie związki zawodowe zrzeszające głównie wykwalifikowanych robotników. Próbę zorganizowania irlandzkich robotników podejmował James Connolly, a od 1908 skutecznie kontynuował ją Jim Larkin, który założył ITGWU – związek otwarty na pracowników niewykwalifikowanych. Larkinizm łączył postulaty socjalne, republikańskie i syndykalistyczne.

## Geneza konfliktu
Bezpośrednim impulsem do konfliktu była decyzja Willama Martina Murphy’ego, właściciela Dublin United Tramway Company (DUTC), wpływowego przedsiębiorcy i konserwatywnego nacjonalisty. W sierpniu 1913 nakazał on pracownikom zrzeczenie się członkostwa w ITGWU pod groźbą zwolnienia. Gdy Larkin ogłosił strajk tramwajarzy, Murphy zorganizował odpowiedź ze strony Dublin Employers’ Federation, wzywając do masowego lokautu – wyrzucania z pracy wszystkich członków ITGWU i ich sympatyków.

## Przebieg lokautu

### Strajki i protesty
Strajk rozpoczął się 26 sierpnia 1913, lecz tylko około 200 spośród 800 tramwajarzy przyłączyło się do protestu – pozostali byli zastraszeni lub wcześniej zwolnieni. Sytuacja szybko przekształciła się w szeroki konflikt klasowy. Larkin uruchomił serię strajków solidarnościowych, które objęły kluczowe sektory, m.in. transport, porty i zaopatrzenie.
Do 4 września ponad 400 pracodawców przyłączyło się do lokautu. W jego szczytowym momencie zwolnionych lub strajkujących było około 15 000 pracowników, a tysiące innych znalazło się w trudnej sytuacji finansowej.

### Krwawe represje
Najbardziej dramatycznym momentem konfliktu był dzień 31 sierpnia 1913, znany jako „Krwawa niedziela” (ang. Bloody Sunday). Policja brutalnie spacyfikowała wiec zorganizowany na Sackville Street (obecnie O’Connell Street), raniąc kilkuset uczestników. W wyniku zamieszek zginęły co najmniej trzy osoby, a ponad 500 zostało rannych. Wydarzenie to wywołało oburzenie wśród brytyjskich związków zawodowych, które zaczęły wspierać strajkujących pomocą materialną. Brytyjski Kongres Związków Zawodowych (TUC) przekazał ponad 106 000 funtów w żywności, odzieży i gotówce.

### Reakcje Kościoła i społeczeństwa
Projekt „Dublin Kiddies’ Scheme”, stworzony przez angielską socjalistkę Dorę Montefiore, przewidywał czasowe przyjęcie dzieci strajkujących rodzin przez angielskie rodziny robotnicze. Spotkał się jednak z ostrą krytyką ze strony Kościoła katolickiego, który obawiał się o wiarę i lojalność dzieci wobec katolickiej Irlandii. W Dublinie powstały komitety czuwające, które skutecznie uniemożliwiały realizację planu. Pomimo oburzenia, wsparcie dla strajkujących w samej Irlandii było niewielkie.

### Armia Obywatelska
W odpowiedzi na przemoc i represje powstała Irlandzka Armia Obywatelska – paramilitarna organizacja robotnicza, której celem była samoobrona przed brutalnością policji. Później, pod przywództwem Jamesa Connolly’ego, odegrała ważną rolę w powstaniu wielkanocnym 1916.

## Zakończenie i skutki
W styczniu 1914, z powodu głodu, represji i wycofania się TUC ze wsparcia, większość pracowników została zmuszona do powrotu do pracy na warunkach pracodawców. Tylko jeden z dziesięciu kandydatów związanych z ITGWU zdobył mandat w wyborach municypalnych w 1914. Sam Jim Larkin wyjechał w październiku 1914 do Stanów Zjednoczonych.
Lokaut z 1913 wpłynął zarówno na rozwój irlandzkiego syndykalizmu, jak i na radykalizację środowisk republikańskich. Przyczynił się do współpracy między ruchem pracowniczym a ruchem niepodległościowym. James Connolly i Patrick Pearse – kluczowi uczestnicy powstania wielkanocnego – uznali, że niepodległość polityczna bez sprawiedliwości społecznej nie ma wartości.
Historyk Padraig Yeates ocenił lokaut jako moment, w którym pluralistyczne i progresywne idee zostały pokonane przez sojusz biznesu, Kościoła i konserwatywnego nacjonalizmu, tuż przed uzyskaniem przez Irlandię niepodległości.